# Термечиков, Шаршен
Шаршен Термечиков (1896, село Конок, Пишпекский уезд, Семиреченская область, Российская империя — 8 августа 1942, Бишкек, Киргизская ССР, СССР) — советский киргизский комик-сатирик, певец-комузист, заслуженный артист Киргизской ССР (с 1941 года).

## Биография
Родился в 1896 году в селе Конок (ныне — Сокулукский район Чуйской области) в семье крестьянина-бедняка.
До 1925 года батрачил у баев и манапов, а затем, до 1931 года вёл своё небольшое крестьянское хозяйство. Шаршен Термечиков с детства отличался способностью копировать характерные особенности окружающих людей, их мимику, жесты, говор и выступал перед народом с комическими рассказами и песнями. В дореволюционное время он обличал несправедливых судей, чиновников-взяточников, критиковал баев и манапов:
Когда мой отец умер в 1916 году, баи продали мою мать в качестве свадебного выкупа. Я начал петь с самого детства; с тех пор я перестал петь дифирамбы баям, и они начали постоянно меня избивать. Начать профессиональную карьеру мне удалось только после революции. Я стал петь про жестокость прежнего времени, баев и манапов, и в то же время восхвалял новую эру... в прошлом несправедливая и жестокая жизнь была нашей судьбой.
В 1931 году его приняли артистом Киргизского драматического театра, где он работал до 1939 года. Шаршен Термечиков приютил рано осиротевшего Мукаша Абдраева в свою семью (Шаршен был братом матери мальчика). В 1933 году семья Термечиковых переехала во Фрунзе (ныне Бишкек). Затем, до самой смерти, он был артистом Киргизской государственной филармонии имени Токтогула Сатылганова.
В 1939 году Киргизское государственное издательство выпустило сборник его юмористических импровизаций, под названием «Шаршен». В 1964 году вышел в свет второй такой сборник. За заслуги в области киргизского искусства Шаршену Темерчикову в 1941 году было присвоено звание заслуженного артиста Киргизской ССР. Исследователи отмечают, что он сохранил традиции искусства куудулов «во всей колоритности», и его комические приёмы оказали влияние и на игру некоторых актёров киргизских театров. В 2016 году исследователи из Института этнологии и антропологии имени Н. Н. Миклухо-Маклая РАН в книге «Кыргызы» отнесли Термечикова к комикам, которые приобрели в своё время «всенародную известность», член-корреспондент Национальной академии наук Киргизской Республики, историк Дж. Джунушалиев назвал Термечикова «неповторимым кыргызским комиком, юмористом, сатириком и певцом».
Скончался в 1942 году.

## Награды
- Медаль «За трудовое отличие» (7 июня 1939) — за выдающиеся заслуги в деле развития киргизского театрального искусства

## Дискография
- Качкынбаев К. Переборы Шаршена / сл. Ш. Термечикова, поёт Каныбек Качкынбаев : в собственном сопровождении на комузе. — М. : Мелодия, 1982.

## Память
В 2016 году в Отделе редких и особо ценных изданий Национальной библиотеки Кыргызстана прошла выставка к 120-летию Шаршена Термечикова «Шайырлыгы ченде жок, / Шаршендей куудул элде жок». В 2021 в библиотеке была снова представлена выставка творчества Термечикова, но уже к 125-летию сатирика.